# 자기효능감
심리학에서 자기효능감(自己效能感, self-efficacy)은 어떤 상황에서 적절한 행동을 할 수 있다는 기대와 신념이다. 캐나다의 심리학자 앨버트 밴듀라(Albert Bandura)가 제시한 개념이다. 자기효능감은 자기 효능감에 대한 기대(expectation of self- efficacy), 자기 효능감에 대한 신념(belief of self-efficacy)이라는 의미에서 자아효능감(self-efficacy)이라고도 한다. 자기효능감이 해야 할 일을 아는 것과는 같지 않다. 자기효능감을 측정할 때, 개개인은 그들의 기술과 이러한 기술들을 실행으로 옮기는 그들의 역량들을 평가한다.

## 개관
- 이론과 연구들에 따르면 자기효능감은 주로 영역 특수적인 구조라고 제안된다. 따라서, 교과서로부터 추론을 이끌어내는 것, 화학 방정식을 해결(balancing)하는 것, 분수 문제를 푸는 것, 트랙에서 특정한 횟수를 뛰는 것 등에 대한 자기효능감을 말하는 것은 의미 있는 일이다. Smith와 Fouad는 자기효능감, 목표, 그리고 결과 기대가 하위 영역에 대해 세부적이라는 것을 밝혀내고, 영역을 넘어서는 거의 일반화되지 않는다는 것을 보여주었다.
- 자기효능감은 자기개념(self-concept)과 명백히 구분된다. 자기 개념은 환경에 대한 해석과 경험을 통해 형성된 스스로에 대한 총체적인 자기 지각을 의미한다. 또한 자기 개념은 중요한 타인들에 의한 강화와 평가에 강력하게 의존한다. 자기효능감은 특정한 역량에 대한 지각을 의미한다. 자기개념은 서로 다른 영역에 대한 효능감을 포함하고 있는 포괄적인 자기 인식이다.
- 자기효능감은 학생의 역량에 부분적으로 의존하고 있다. 일반적으로, 우수한 학생들은 낮은 역량의 학생들과 비교해 보았을 때, 학습에 대해서 더욱 효능감을 느낀다. 하지만 자기효능감은 역량과는 같지 않다.
- 개인이 얻게되는 정보가 자기효능감에 자동적으로 영향을 끼치지는 않지만, 인지적으로는 평가받는다. 자기효능감을 평가하는 것은 사람들이 개인적인, 행동적인, 그리고 환경적인 요소들에 따른 공헌을 측정하고, 종합할 수 있는 추론적인 과정이다. 자기효능감을 평가하면서, 학생들은 역량, 투입된 노력, 과제의 난이도, 교사의 지원, 그리고 성공과 실패의 수와 패턴을 요소로써 고려한다.

## 성취 상황에서의 자기효능감
- 자기효능감은 학교 학습과 다른 성취 활동 등과 특히 관련이 있다. 연구자들은 선택, 끈기, 성취에 대한 자기효능감에 대해서 가설적인 결과를 얻어왔다. 자기효능감은 직업 선택뿐만 아니라 과제 선택과도 관련이 있다. Betz와 Hackett은 직업 선택에 있어 구조적이거나 사회적인 영향이 있더라고 하더라도, 자기효능감이 이러한 외부적 영향의 중요한 중재자이며, 직업 선택에 있어 직접적인 전달영향을 주고 있다는 점을 밝혔다.

- 자기효능감은 노력과 과제 지속력과 매우 밀접하게 관련이 있다. 높은 자기효능감에 대한 믿음을 가진 개인들은, 어려움에 직면했을 때 더 많은 노력을 기울이고, 그들이 요구되는 기술을 가지고 있을 때 과제에 더 끈기 있게 매달린다. Salomon은 자기효능감이 높은 학생들은 과제가 쉽다고 여겨졌을 때, 인지적으로 학습에 참여할 가능성이 더 높다는 점을 밝혔다.

- 노력의 질적인 측면 또한 자기효능감과 매우 밀접하게 관련이 있다. Pintrich와 De Groot은 자기효능감이 높은 고등학교 학생들은 다양한 인지적, 자기 통제적 학습 전략을 이용해서 보고할 확률이 높다고 밝혔다. 일련의 경험적 연구들을 통해서, Schunk는 자기효능감을 느끼는 학생들이 다양한 학문적 과제들을, 자기효능감이 약한 학생들보다 더 잘 수행해 내는 것을 밝혔다. 연구들에 따르면, 자기효능감은 학습과 성취의 중요한 예측지표이며, 이전 성취와 인지적 기술보다 더 우선적으로 고려되어야 하는 지표이다.

- 종합해보면, 자기효능감은 모든 종류의 성취 행동의 중요한 매개자로 보인다. 특정 영역의 과제에 대한 자기 개념과 역량에 대한 자기 인식과 같이, 자기효능감은 자기 자신의 역량에 대한 개인의 판단을 보여준다.

## 모델과 자기효능감
- 환경에 있어서의 모델은 자기효능감을 측정하기 위한 정보의 중요한 출처를 제공한다. Bandura와 동료들의 연구에서는 부모들의 아이들에 대한 학업적 열망이 아이들의 학업 성취와 그들의 자기효능감에 모두 영향을 끼친다는 점을 발견했다. 부모와 다른 영향력 있는 어른들은 아이들의 사회적 환경에서 중요한 모델이다.

### 성인 모델
- 많은 연구들에 따르면, 학생들을 성인 모델들에게 노출시키는 것이 학습과 성공적인 수행에 대한 학생들의 자기효능감에 영향을 끼친다고 할 수 있다. 자신감 있지만 끈기가 없는 모델들을 관찰하는 것은 자기효능감을 증가시킨다. 반면 비관적이지만 과제지속력이 있는 모델을 관찰하는 것은 그들의 자기효능감을 낮춘다
- Schunk는 인지적인 모델링과 교훈적인 지시 모두, 자기효능감을 증가시킨다는 것을 보여주었다. 하지만 아이들의 효능감 판단이 그들의 실제 수행에 더욱 밀접하게 상응할 때, 인지적 모델링이 나눗셈 기술에서 더 크게 이익이 되고, 더 정확하게 역량을 인지할 수 있다. 교훈적인 지시만 받은 학생들은 그들이 할 수 있는 것을 과대평가했다. 처리 조건과 상관 없이, 자기효능감은 과제지속력과 성취에 양의 방향으로 상관관계를 맺고 있었다.

### 또래 모델
- 자기효능감과 성취는 교사 모델을 관찰하거나, 모델이 없는 경우보다, 또래 모델을 관찰하는 경우에 더 높았다. 모델이 없는 경우보다, 교사 모델 조건에서 결과가 더 좋았다. 연구자들은 숙련된 모델과 적응 모델 사이에 차이가 없다고 지적했다. 아이들은 그들의 차이보다는, 모델들의 공통점에 더 집중했다. 아이들의 빼기에서의 초기 성공이 내림받기가 없는 문제들로 제한되었다고 하더라도, 그들은 뺄셈을 하는 경험을 하게 되었고, 모델들이 배울 수 있다면, 자기들도 역시 할 수 있다는 결론을 내게 되었다.
- 비슷한 또래 모델들이 과제를 성공적으로 성취하는 것을 관찰하는 것은, 관찰자들의 자기효능감을 증가시키고, 이것은 그들이 과제를 성공적으로 수행할 때 유효하다.학생들에게 모델보다 그들이 더욱 역량 있다고 말하는 것은, 그들이 동일한 역량을 가지고 있다고 말하는 것보다 더 높은 자기효능감과 과제지속력을 야기했다.

```
또래 모델들은 친사회적인 행동들을 촉진시키기도 한다.
```

## 운동 기능
- 연구들에 따르면, 자기효능감은 운동 기능의 획득과 수행을 예언할 수 있다.예를 들어, Gould와 Weiss는 모델 유사성으로 인한 이점을 밝혀냈다. 여대생들은 유사한 모델(전문적으로 운동했던 배경이 없는 여학생)과 유사하지 않은 모델(남자 체육 교수)가 근육 지속 과제를 수행하는 것을 보았다. 수행하는 동안, 모델은 긍정적이거나 부정적인 자기효능감 진술을 했다. 부적절하고, 진술되지 않은 조건들 또한 포함됐다. 유사한 모델을 본 학생들은 과제를 더 잘 수행하고, 유사하지 않은 모델들을 관찰한 학생보다 더 자기효능감을 높게 판단했다. 처리 조건과 상관없이, 자기효능감은 수행과 양의 방향으로 관련이 있었다. 숙련되지 않은 관찰자들 속에서, 모델의 역량은 그들의 모델의 성별보다 더 중요한 유사성의 단서가 되었다.

- Poga-DuCharme과 Brawley은 자기효능감이 공동체에 기반한 운동 프로그램에서, 개인들에 의한 수행을 예상할 수 있도록 돕는다는 점을 밝혀냈다. 교실 내 활동을 수행하고, 문제를 수행하고, 계획하는 장벽들을 극복하는 것으로 자기 효능감이 평가되었다. 이러한 측정은 주기적인 운동의 시작과 유지와 긍정적으로 관련이 있었다. 이러한 결과는 운동을 촉진하기 위해서는, 계획을 세우고 실제적인 수행을 하는 문제를 대처하는 개인의 자기효능감을 발전시키는 것에 대해서 관심이 필요하다는 것을 의미한다.

- Lee는 자기효능감, 개인과 그룹의 목표, 그리고 팀의 승률 간의 관계를 탐구했다. 측정된 목표 구성 요소는 팀의 목표, 참가, 계획, 코치의 지원, 피드백, 그리고 보상, 갈등과 스트레스, 그리고 특정하고 어려운 목표 등이었다. 팀의 목표와 참가, 계획은 승률과 긍정적으로 관련이 있었지만 갈등과 스트레스는 부정적으로 관련이 있었다. 자기효능감은 승률과 긍정적으로 영향이 있었다. 원인 분석에 따르면, 팀의 목표와 자기효능감이 직접적으로 승률과 영향을 주고 받는다.

## 교수자의 자기 효능감
- 자기효능감은 학생들 뿐만 아니라, 교사와도 관련이 있다. 교수자의 자기효능감은 자신의 역량이 학생들이 학습하도록 도울 수 있다는 교사의 개인적 믿음을 의미한다. 교수자의 자기효능감은 교사의 학생들과 함께하는 활동, 노력, 그리고 끈기 등에 영향을 미친다.
- 낮은 자기효능감을 가진 교사들은 그들의 역량을 넘어선다고 여겨지는 활동을 계획하는 것을 피하고, 곤란을 겪는 학생들에게 끈기를 가지지 않고, 자료를 찾기 위해서 거의 노력도 하지 않고, 학생들이 더 잘 이해할 수 있도록 하는 방법으로 다시 가르치지 않는다. 높은 자기효능감을 가진 교사는 도전적인 활동을 개발하고, 학생들이 성공하도록 돕고, 문제를 가진 학생들을 더 끈기 있게 대하는 경향이 더 있다. 이러한 교사들에 대한 동기부여적인 영향은 학생들의 성취를 개선시킨다. Ashton과 Webb는 더 높은 자기효능감을 가진 교사들이 더 긍정적인 교실 환경을 조성하고, 학생들의 생각을 지지하고, 학생들의 필요에 주의를 기울인다는 경향이 있다는 것을 밝혔다. 교사들의 자기효능감은 학생의 성취의 중요한 예측지표였다. Woofolk와 Hoy은 예비교사들 중에서도 유사한 결과를 얻었다.

## 건강과 치료 활동
- 자기효능감은 건강과 치료 행동에 대해 높은 예측이 가능한 것으로 증명되어왔다. 건강 신념 모델(Health Belief Model)은 공통적으로 건강 행동의 변화를 설명하는데 적용되어왔다.

- 건강 행동의 예측지표로써의 자기효능감의 중요한 기능은 많은 연구에서 명백해졌다. 자기효능감은 통제된 금연, 금연 중단의 최대 기간 등과 양의 상관관계를 맺고 있고, 금연의 절제와 음의 상관관계를 맺고 있고, 그리고 체중 감량과 양의 상관관계를 맺고 있다. Love는 폭식 행위에 저항하는 자기효능감이 먹고 마시며 떠드는 등의 행위와 부정적으로 관계를 맺고 있다는 점을 밝혔다. Bandura는 HIV 감염의 통제에 있어서 자기효능감의 역할에 대해 논의했다.

- Bandura는 육체적, 정신적 건강에 있어서 자기 통제의 중요성을 강조했다. 건강한 생활방식의 발전과 유지는 처방적인 의료 관리의 측면에서 종종 설명될 수 있지만, 점점 더 연구자들과 참여자들은 협력적인 자기 관리를 강조하고 있다. 후자는 이번 장에서 다루어지는 다양한 사회인지적인 과정을 포함하고 있다.

## 요약
- 자기효능감은 많은 연구를 가능하게 했다. 증거들에 따르면, 자기효능감은 금연, 고통 참기, 운동 수행, 자기 주장, 공포스러운 사건을 다루기, 심장 마비로부터의 회복, 그리고 수행 판매 등의 다양한 결과에 대해 예측할 수 있다. 자기효능감은 직업 선택에 영향력 있는 중요한 변수이다. 그리고 연구들은 아이들의 자기효능감이 그들이 성공할 수 있다고 믿는 직업의 유형에 영향을 미친다는 것을 보여준다. 자기효능감 연구자들은 다양한 배경, 참가자들, 측정, 처리, 과제, 그리고 시간 주기 등을 이용한다. 자기효능감 구조의 총체성은 의심할 바 없이 앞으로의 연구에도 확장될 것이다.

## 같이 보기
- 자아존중감
- 역할수행이론